# Wouter J. G. Mees

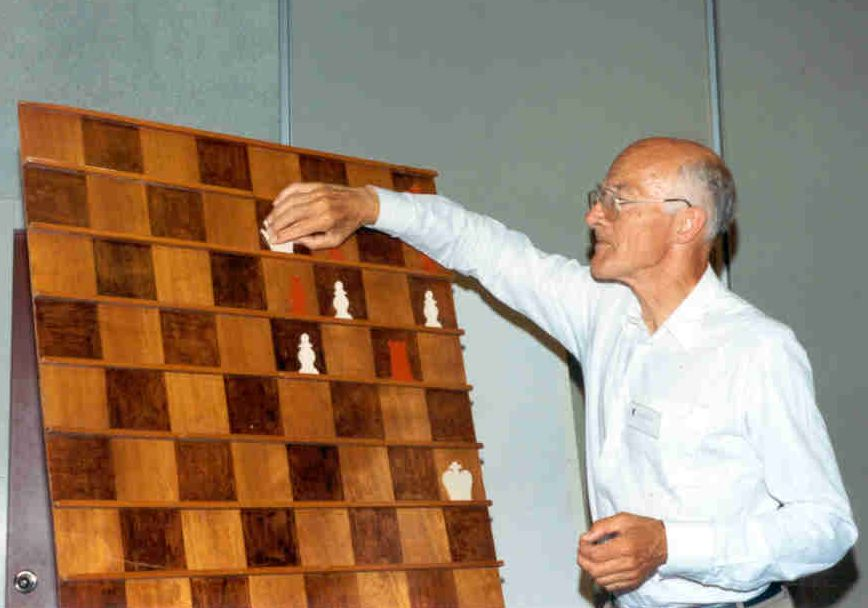
Wouter Mees auf einem ARVES-Vortrag anlässlich des PCCC-Treffens 1991 in Rotterdam.

Wouter Jacob Gregorius Mees (* 6. August 1921 in Arnhem; † 25. Januar 2018) war einer der erfolgreichsten niederländischen Studienkomponisten.
Das Interesse für Schachstudien wurde bei Mees durch Bücher und einer Schachspalte von Jean Fischer geweckt. Im Alter von 17 Jahren erschienen seine ersten Studien in "De Schaakwereld". Seine größten Erfolge erzielte Mees in den Turnieren des Königlichen Niederländische Schachbundes, bei denen er sechs erste Preise gewann. Seine Studien sind elegant und pointiert.
Mehrere seiner Arbeiten wurden in die FIDE-Alben aufgenommen, Mees steht mit 11,67 Punkten in deren Liste. Er war Redakteur der Studienabteilung in Probleemblad. 1959 verlieh ihm die FIDE den Titel Internationaler Schiedsrichter für Schachkomposition.
|   | a | b | c | d | e | f | g | h |   |
| 8 |   |   |   |   |   |   |   |   | 8 |
| 7 |   |   |   |   |   |   |   |   | 7 |
| 6 |   |   |   |   |   |   |   |   | 6 |
| 5 |   |   |   |   |   |   |   |   | 5 |
| 4 |   |   |   |   |   |   |   |   | 4 |
| 3 |   |   |   |   |   |   |   |   | 3 |
| 2 |   |   |   |   |   |   |   |   | 2 |
| 1 |   |   |   |   |   |   |   |   | 1 |
|   | a | b | c | d | e | f | g | h |   |

Lösung:
Ein Matt und damit der Gewinn kann nur durch Umwandlung des bedrohten Bauers erzwungen werden. Das erfordert ein doppeltes Springeropfer.
1. Sc6 Kxc6

2. Sb6! Kxb6 Nun ist der schwarze König abgelenkt.

3. Kf7 Kc6

4. Ke6 gewinnt, weil der weiße König auf einem Schlüsselfeld steht.

Falsch wäre
2. Sc7? Kxc7 remis, denn nun verteidigt Schwarz die Schlüsselfelder.
Mees studierte an der Technischen Universität Delft. Als Chemieingenieur war er bis 1983 Forscher und Experte für Qualitätskontrolle in Hoogovens.
An Schachturnieren beteiligte er sich in Kijk Uit und IJmuiden.

## Schriften
Jan van Reek; Henk van Donk; Wouter Mees; Julien Vandiest: Carel Mann, Margraten, Alexander Rueb Vereniging voor Schaakeindspelstudie Nr. 6, 1991, ISBN 90-72939-12-3.